# Ettore Bastico

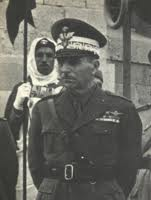
Ettore Bastico em 1942.

Ettore Bastico (Bolonha, 9 de Abril de 1876 – Roma, 2 de Dezembro de 1972) foi um  oficial militar italiano antes e durante a Segunda Guerra Mundial. Ocupou altos comandos durante a Segunda Guerra Ítalo-Etíope a Guerra Civil Espanhola e a Campanha Norte-Africana.

## Biografia
Bastico lutou na Primeira Guerra Mundial. Em 1928 foi promovido a brigadeiro (general de brigada), sendo naquela época, o Reino da Itália  governado pelo ditador Benito Mussolini.
Foi promovido a major-general em 29 de Maio 1932 e em 1935 comandou a 1ª Divisão Camisas negras (23 Marzo) durante a Segunda Guerra Ítalo-Etíope. Em 1935, era o comandante do III Corpo na Etiópia e em 10 de fevereiro de 1936, foi promovido a tenente-general assumindo a comando o II Corpo.
Em 1937, durante os últimos estágios da Guerra Civil Espanhola, Bastico substituiu Mario Roatta como o Comandante-em-Chefe do Corpo Truppe Volontarie (CTV) italiano na Espanha. O CTV fora enviado para ajudar os nacionalistas espanhóis  na guerra. Em meados de 1937, As tropas sob o comando de Bastico lutaram na Batalha de Santander, uma vitória decisiva para os nacionalistas.
Bastico morreu em Roma aos 96, depois de passar os últimos anos estudando história.

## Honras
- Cavaleiro da Ordem do Mérito da República Italiana - 02 de junho de 1957
- Medalha de Bronze de Valor Militar
- Cruz de Guerra de Valor Militar
- Medalha Comemorativa da Guerra Italo-Turca 1911-1912
- Medalha Comemorativa da Campanha espanhola (1936-1938)
- Medalha commorative da Divisão de Voluntários de Littorio (guerra di Spagna 1936-1938)
- Medalha Comemorativa da Guerra ítalo-austríaca 1915-1918
- Croix de Guerre francesa (1914-1918)
- Cruz Germânica em Ouro (05 de dezembro de 1942) [1]

## Obras
Bastico escreveu alguns livros sobre história militar italiana. Os mais famosos são:
- "Il Ferreo Terzo Corpo na África Oriental" (1937)
- "L'Evoluzione dell'arte della guerra" (1930)